# Rosy Varte
Rosy Varte, född Nevarte Manouelian 22 november 1923 i Istanbul, Turkiet, död 13 januari 2012 i Neuilly-sur-Seine, Île-de-France, var en fransk-armenisk skådespelerska.

## Roller i urval
- 1949 – Manon
- 1954 – French Cancan
- 1962 – Kärlek vid 20 år
- 1964 – Jag var en manlig sexbomb
- 1969 – Min onkel Benjamin
- 1971 – Lucky Luke rensar stan (röst)
- 1975 – En stad i skräck
- 1979 – Kärlek på flykt
- 1984 – Joyeuses Pâques